# Aulacia
Aulacia is een geslacht van kevers uit de familie bladkevers (Chrysomelidae).
De wetenschappelijke naam van het geslacht werd in 1867 gepubliceerd door Joseph Sugar Baly.

## Soorten
- Aulacia fulva Medvedev, 2004
- Aulacia laeta Medvedev, 2004
- Aulacia riedeli Medvedev, 2004